# Флос
Флос (нем. Floß) — ярмарочная община в Германии, в земле Бавария.
Подчиняется административному округу Верхний Пфальц. Входит в состав района Нойштадт-ан-дер-Вальднаб. Население составляет 3408 человек (на 31 декабря 2019 года). Занимает площадь 54,39 км².
Община подразделяется на 35 сельских округов.

## География
Ярмарочная община Флос расположена по обе стороны реки Флосс, примерно в 13 км к западу от немецко-чешской границы. Рынок также простирается через холмы, которые составляют северный и южный берега реки.
Через Флос проходит государственная дорога 2395.

## Название Флос и его происхождение

### Варианты
Существуют разные мнения (в хронологическом порядке) о происхождении названия Floß, как для местности Floß, так и для реки Floß:

### Теория происхождения (из кельтского языка)
Примерно с 500 г. до н. э. До рубежа веков Верхний Пфальц был населен кельтами. Карл Зигерт и Вильгельм Бреннер- Шеффер считают, что название Floß произошло от кельтского слова flathasach = яркий, красивый.

### Теория происхождение (из немецкого языка)
На рубеже веков и примерно до 600 года нашей эры германские племена поселились в Верхнем Пфальце. С середины I века до н. э. Эльбские германские племена продвинулись с севера на юг и вытеснили кельтов. Около 500 г. Верхний Пфальц принадлежал Тюрингенской империи. Некоторые авторы (Райценштейн, Шустер, Леонхард Бэр, Альбрехт Грёле) предполагают, что название Floß дали городу и реке германские поселенцы. Слово «Floß» происходит от слова fließen, Fluss, Flözsand, flözen = течь, река, поток.

### Теория происхождение (из славянских языков)
В VI веке Тюрингия пережила упадок. Германские племена вышли из Верхнего Пфальца. Славянские племена иммигрировали и поселились в Верхнем Пфальце от Регница до Нааба. Во времена национал-социализма упоминание об этом славянском поселении было запрещено. До 1970-х годов этот запрет означал, что немецкие археологи вопреки здравому смыслу отрицали славянское поселение, которое было четко задокументировано раскопками. Джозеф Адельмар Линднер и Иоганн Баптист Бреннер предположили, что изначально славянское поселение в северной части Верхнего Пфальца было основано в XIX веке, что нашло отражение в многочисленных географических названиях. Согласно этой теории, слово «Floß» могло произойти от славянского слова «Вличе», что означает переулок, площадь, овраг. Это объяснение хорошо согласуется с расположение Флоса.

### Другие теории предположения названия
Эрнст Шварц предполагает происхождение от англосаксонского flot = глубоководный, морской, а также от древнеисландского flot = текущий, плавающий жир и центрально-германского flot = ручей, канал, жёлоб.

## Политика

### Муниципальный совет
Явка избирателей составила: 76,7 %
Выборы 2020 г. дали следующий результат:
- CSU / FL: 6 мест

- SPD: 5 мест

- FDP / UB: 4 места
- AfD: 1 место

## Культура и достопримечательности

### Здания
- Синагога, построенная в 1817 году, разрушенная во время ноябрьского погрома 1938 года. После двух реставраций с 1980 года является местом молитв еврейской общины города Вайден.
- Еврейское кладбище Вайден, используется по крайней мере с 1692 года (старейшая поддающаяся расшифровке надгробная плита). Там же похоронены 33 жертвы концлагеря Флоссенбюрг.
- Новый замок, резиденция хранителей Пфальц-Зульцбаха с 17 века.
- Старый замок, вероятно, резиденция лорда фон Флосса. Позже он использовался как дом престарелых, здание лесного управления, школа и ратуша.

### Природные памятники
- Заповедник Дуст, скальное образование ледникового периода недалеко от района Дипольдсройт
- Kreislehrgarten Floß на пересечении южных окраин с Бокльрадвегом, открыт круглый год, вход бесплатный.

### Ежегодные мероприятия
- Известным и популярным событием далеко за пределами Флосса является Flosser Kirwa (приходская ярмарка), которая проводится каждый год в четвертое воскресенье августа (на самом деле 24 августа, в День Варфоломея).

## Здравоохранение
- Das Praxishaus[5]
- Brunnen-Apotheke
- Senioren- und Pflegeheim «Am Reiserwinkel» — Дом престарелых[6]
- Dr.med.vet. Ulrich Beuthner Tierarzt — Ветеринар

## Транспорт
Железнодорожная станция Floß находилась на железнодорожной линии Нойштадт (Вальднааб) — Эсларн. В данный момент станция закрыта. Следующая остановка пассажирского поезда — Нойштадт (Waldnaab).
До ближайшего крупного города ходит автобус 6272.

## Население
По оценке на 31 декабря 2015 года население общины Флос составляет 3436 чел. 

| Дата      | 1840 | 1871 | 1900 | 1925 | 1939 | 1950 | 1961 | 1970 | 1987 | 2011 |
| --------- | ---- | ---- | ---- | ---- | ---- | ---- | ---- | ---- | ---- | ---- |
| Население | 3403 | 3423 | 3335 | 3596 | 3782 | 4837 | 4121 | 4168 | 3609 | 3515 |

| Год       | 1960 | 1970 | 1980 | 1990 | 2000 | 2009 | 2010 | 2011 | 2012 | 2013 | 2014 | 2015 |
| --------- | ---- | ---- | ---- | ---- | ---- | ---- | ---- | ---- | ---- | ---- | ---- | ---- |
| Население | 4181 | 4149 | 3655 | 3730 | 3699 | 3519 | 3508 | 3488 | 3491 | 3487 | 3444 | 3436 |

## Клубы и объединения

### Спорт
- 1. SKC Floß e.V. (Kegeln)[12]
- Schützengesellschaft 1834 Floß[13]
- SV Floß 1946 e.V.[14]
- Turnverein Floß[15]
- Hermann Stahl — Конноспортивный клуб
- MediFit Floß[16] — Фитнес-студия

### Политика
- CSU Ortsverband Floß
- FDP Ortsverband Floß
- Frauenunion Floß
- JU Ortsverband Floß
- SPD Ortsverein Floß
- Unabhängige Bürger

### Природа и окружающая среда
- Fischereiverein Floß e.V.
- Imkerverein Floß und Umgebung e.V.
- Kinder- und Jugendgruppe des Obst- und Gartenbauvereins
- Kleintierzuchtverein Floß u.Umgebung e.V.
- Oberpfälzer Waldverein Zweigverein Floß u.Umgebung e.V. 1926
- Obst- und Gartenbauverein Floß u. Umgebung
- Waldbesitzervereinigung Floß u.Umgebung e.V.

## Фотографии

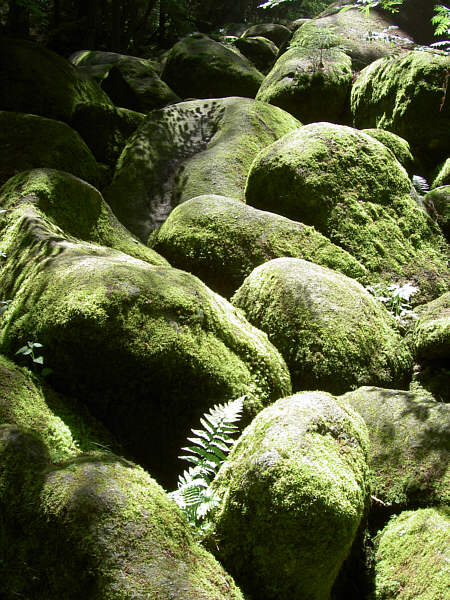
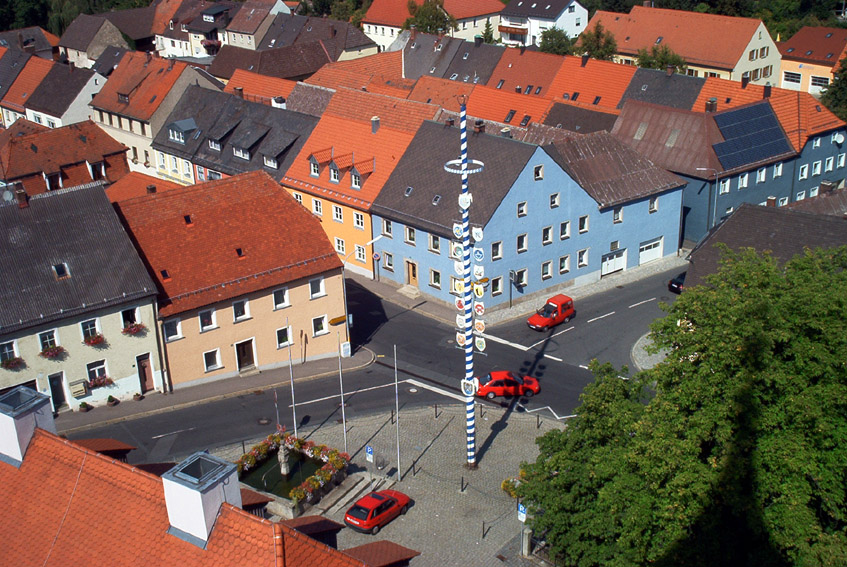
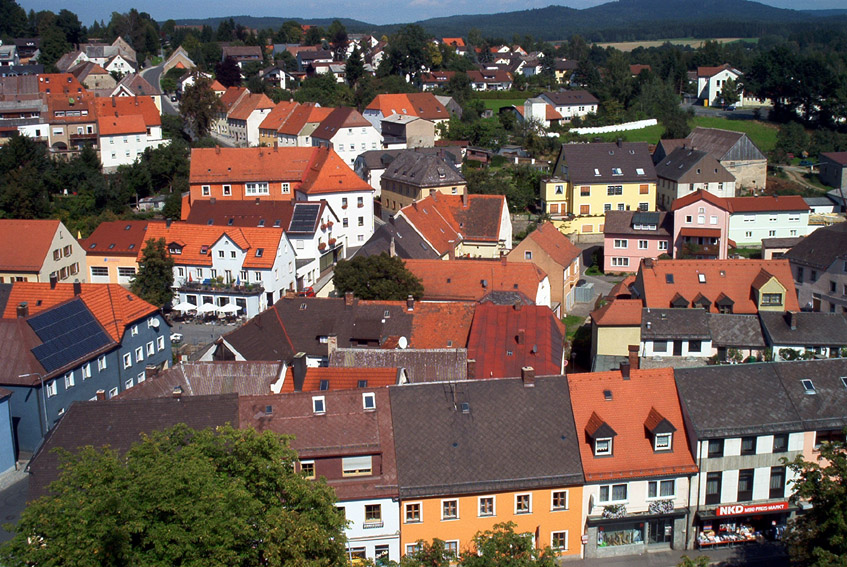
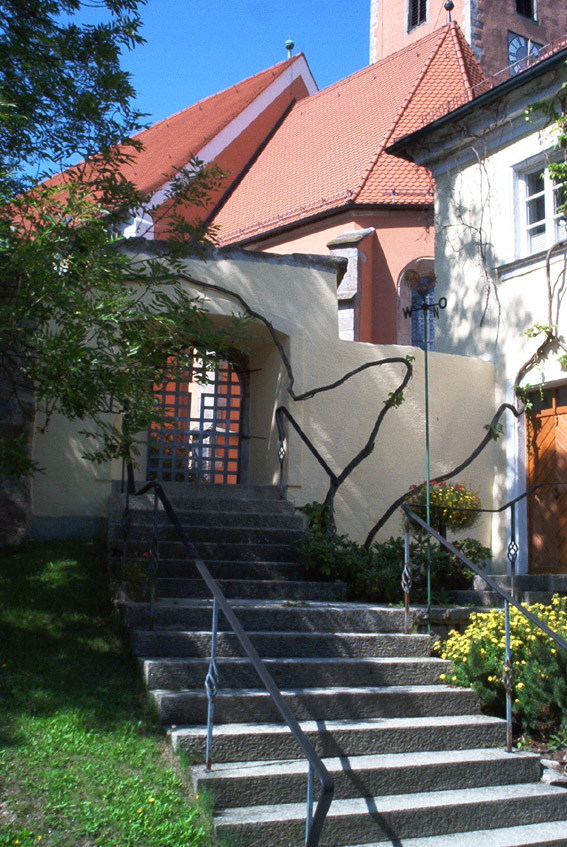
Церковь
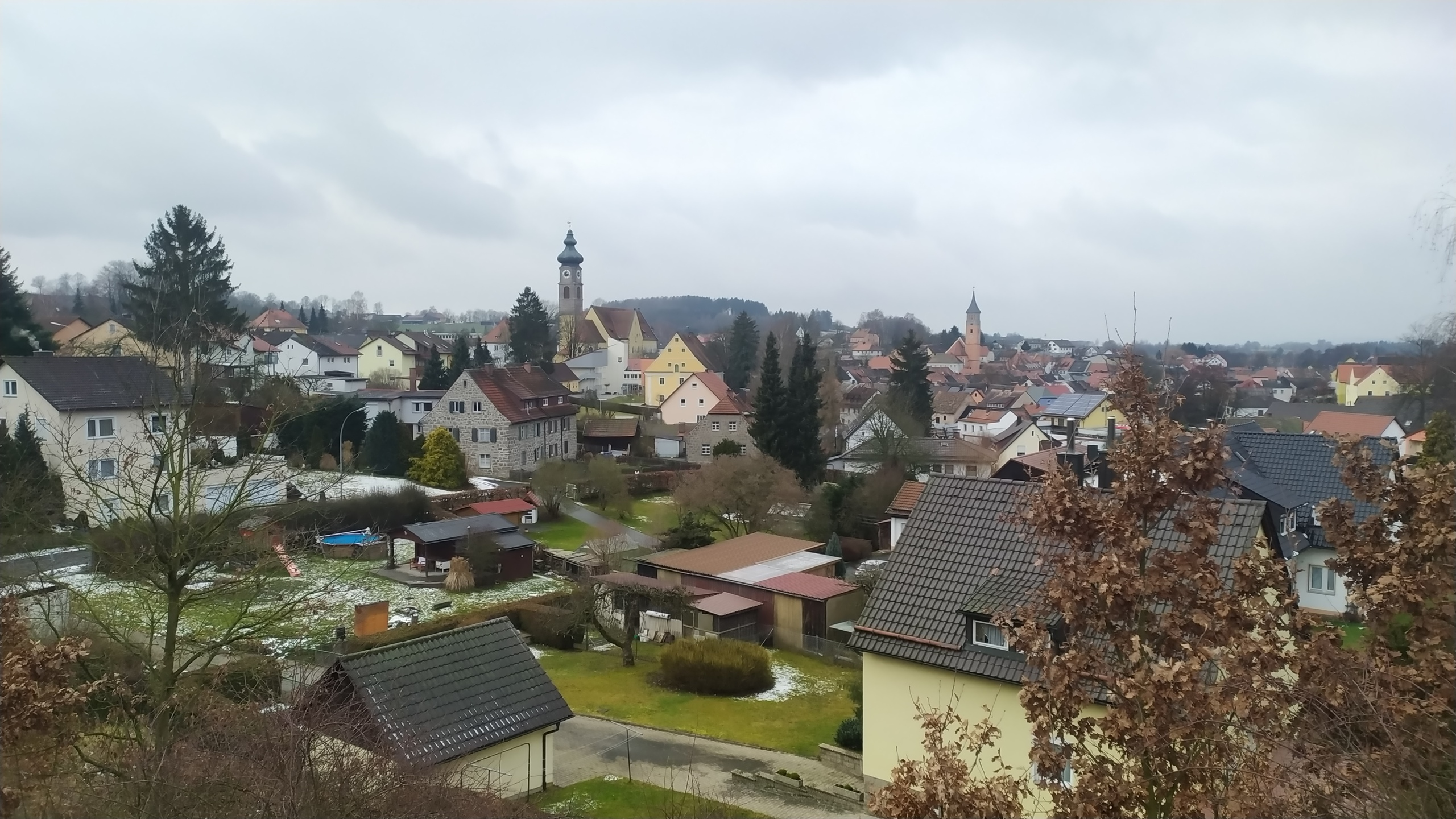
Панорама ярмарочной общины Флос
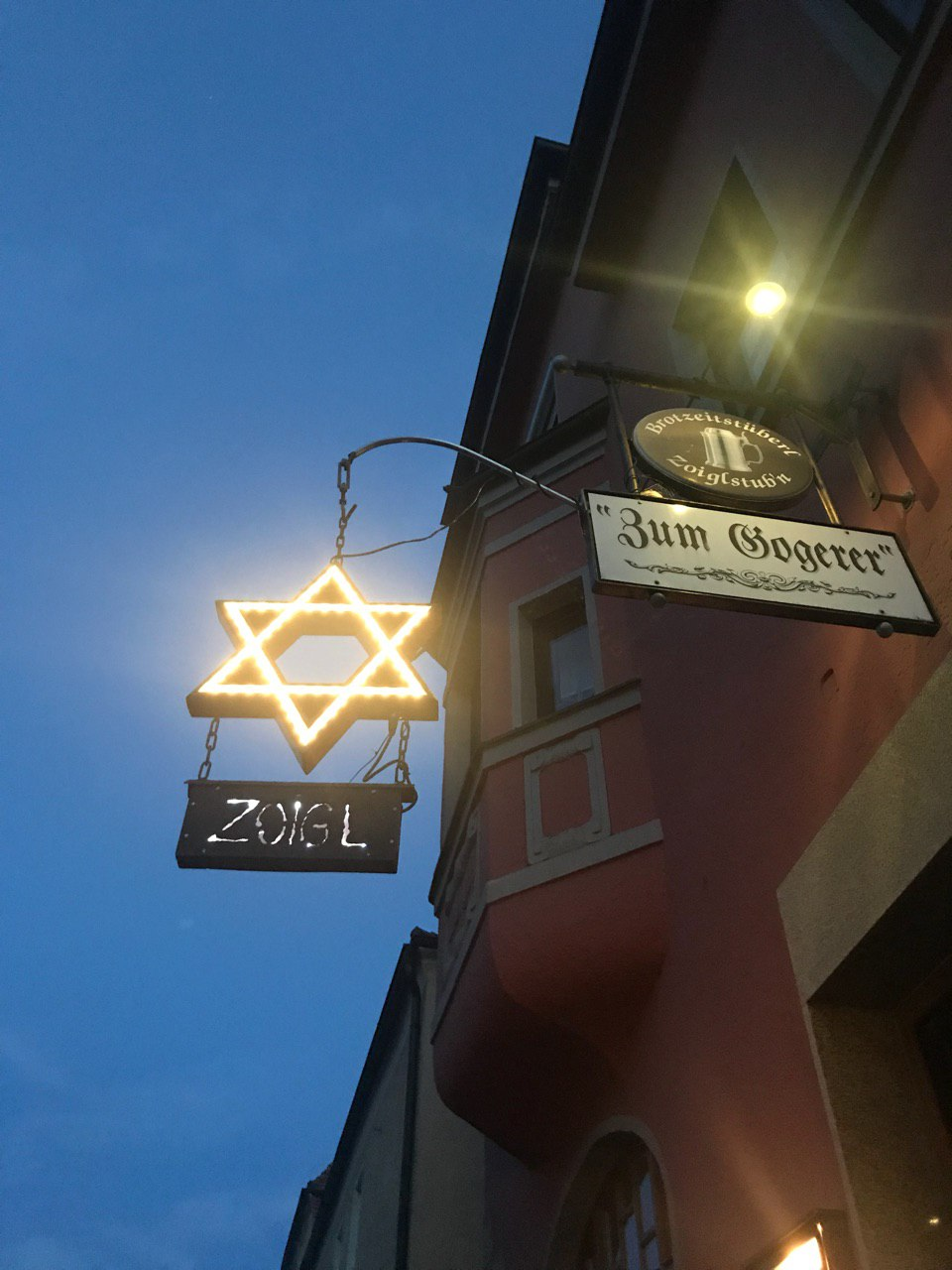
Вывеска Zoigl у Zum Gogerer
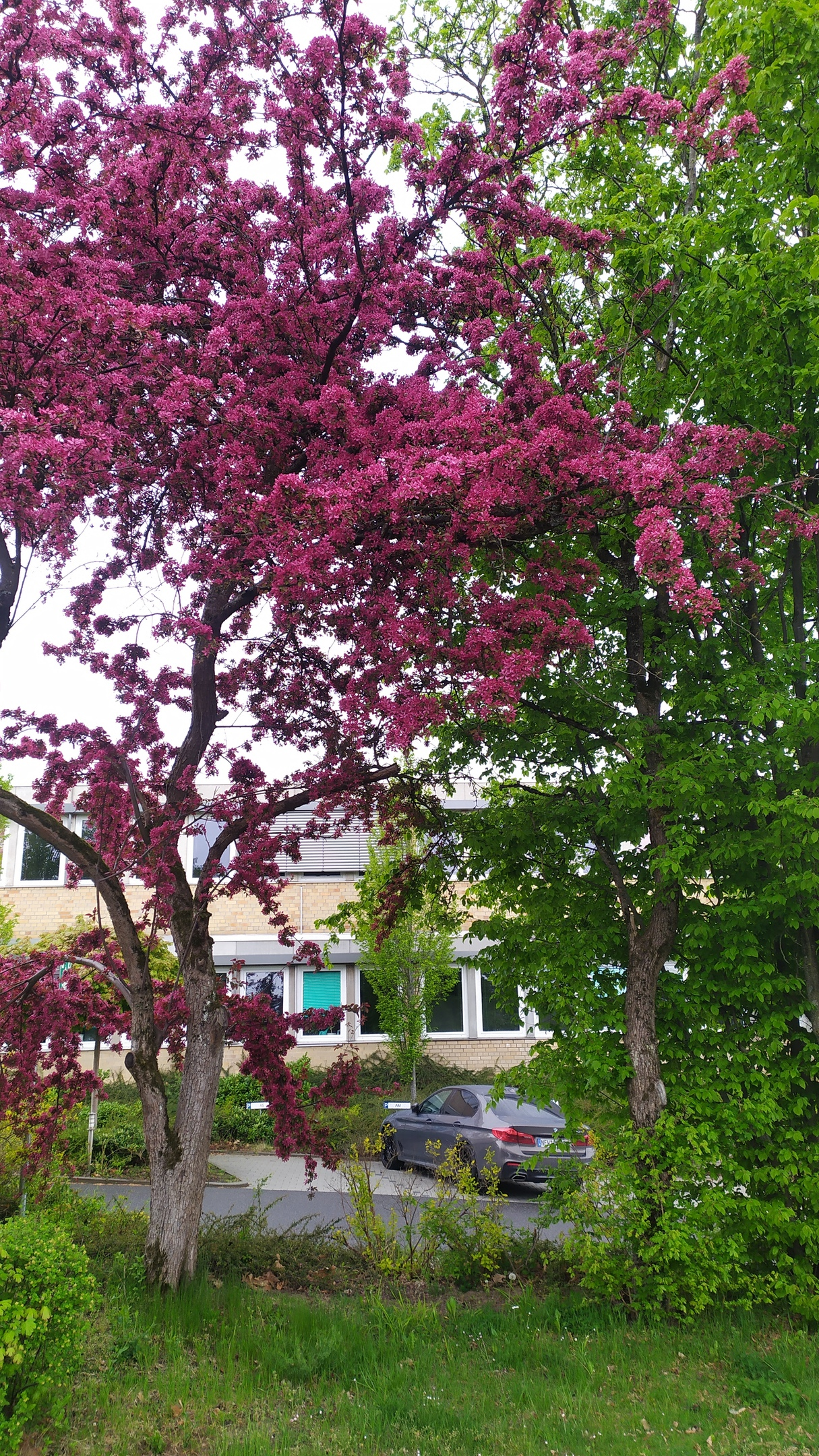
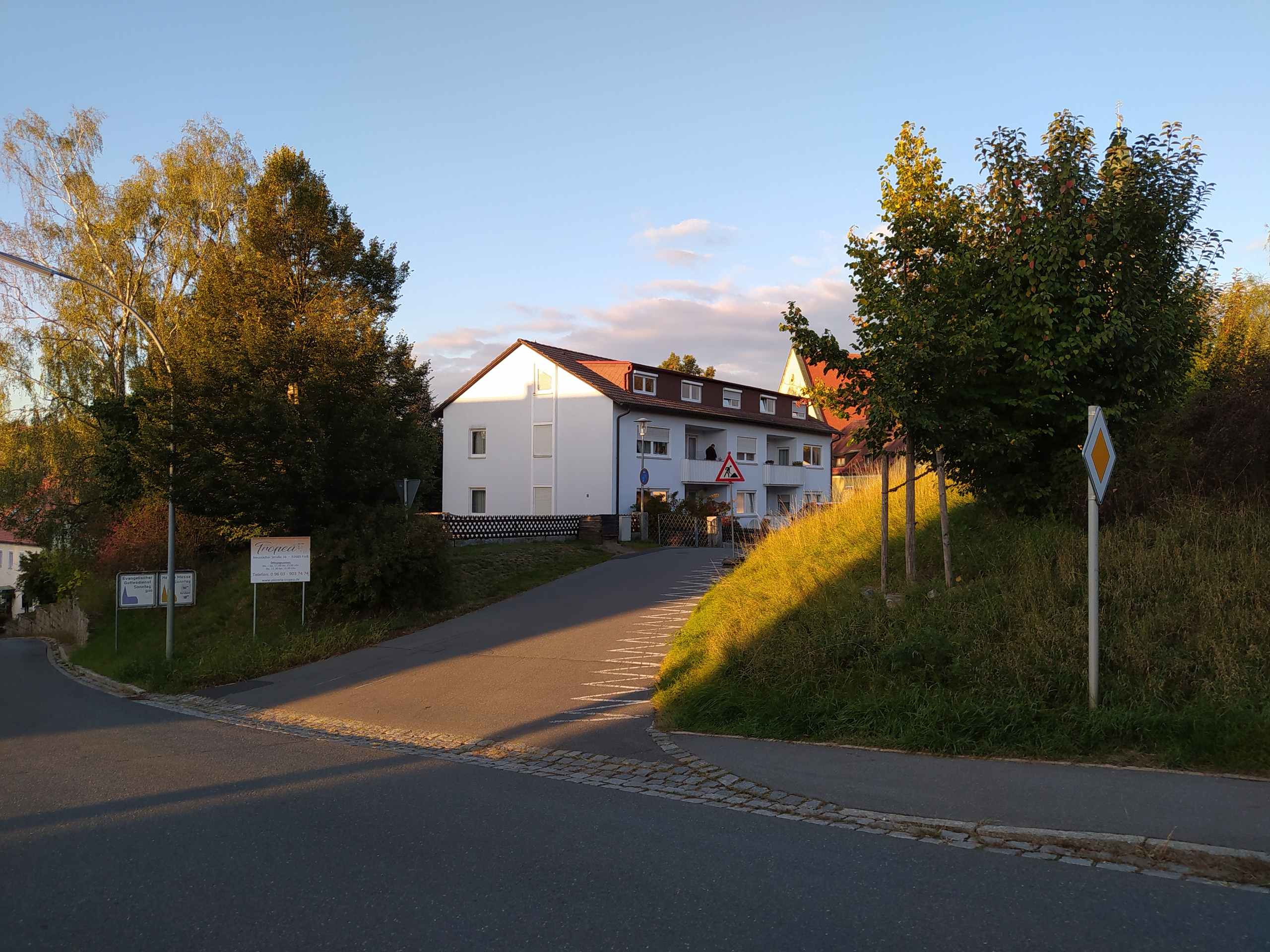
Общежитие для поздних переселенцев
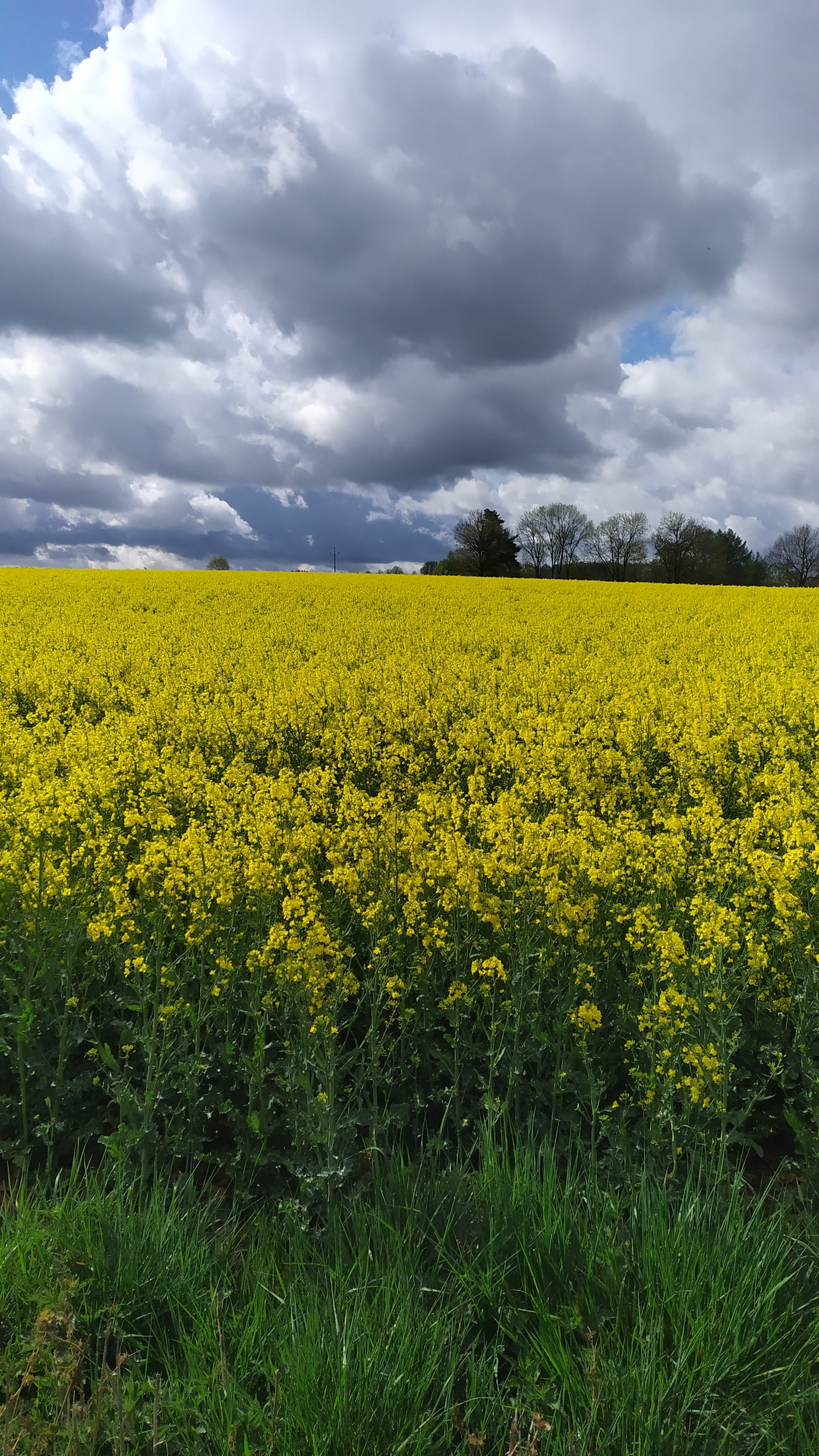
Рапсовое поле